# UBE2H
La enzima conjugadora de ubiquitina E2 H es una proteína que en humanos está codificada por el gen UBE2H.
La modificación de proteínas con ubiquitina es un mecanismo celular importante para atacar proteínas anormales o de vida corta para su degradación. La ubiquitinación involucra al menos tres clases de enzimas: enzimas activadoras de ubiquitina, o E1, enzimas conjugadoras de ubiquitina, o E2, y ubiquitina-proteína ligasas, o E3. Este gen codifica un miembro de la familia de enzimas conjugadoras de ubiquitina E2. La secuencia de la proteína codificada es 100% idéntica al homólogo de ratón y 98% idéntica a los homólogos de rana y pez cebra. Se han encontrado dos variantes de transcripción empalmadas alternativamente para este gen y que codifican distintas isoformas.